# Diocesi di Nara
La diocesi di Nara (in latino Dioecesis Narensis) è una sede soppressa e sede titolare della Chiesa cattolica.

## Storia
Nara, identificabile con Bir El Hafey nell'odierna Tunisia, è un'antica sede episcopale della provincia romana di Bizacena.
Sono tre i vescovi documentati di Nara. Crescenziano partecipò al concilio di Cabarsussi, tenuto nel 393 dai massimianisti, setta dissidente dei Donatisti, e ne sottoscrisse la lettera sinodale; i massimianisti sostenevano la candidatura di Massimiano sulla sede di Cartagine, contro quella di Primiano. Il donatista Ianuario intervenne alla conferenza di Cartagine del 411, che vide riuniti assieme i vescovi cattolici e donatisti dell'Africa romana; in quell'occasione la sede non aveva vescovi cattolici. Il nome di Vittore figura all'11º posto nella lista dei vescovi della Bizacena convocati a Cartagine dal re vandalo Unerico nel 484; Vittore, come tutti gli altri vescovi cattolici africani, fu condannato all'esilio.
Dal 1925 Nara è annoverata tra le sedi vescovili titolari della Chiesa cattolica; dal 1º aprile 2005 il vescovo titolare è Jerzy Maculewicz, O.F.M.Conv., amministratore apostolico dell'Uzbekistan.

## Cronotassi

### Vescovi
- Crescenziano † (menzionato nel 393) (vescovo donatista)
- Ianuario † (menzionato nel 411) (vescovo donatista)

- Vittore † (menzionato nel 484)

### Vescovi titolari
- Raffaele Angelo Palazzi, O.F.M. † (15 giugno 1928 - 11 aprile 1946 nominato vescovo di Hengchow)
- Patrick Joseph Dunne † (8 agosto 1946 - 16 marzo 1988 deceduto)
- Nino Marzoli, C.R. † (16 aprile 1988 - 24 maggio 2000 deceduto)
- Jerome Edward Listecki (7 novembre 2000 - 29 dicembre 2004 nominato vescovo di La Crosse)
- Jerzy Maculewicz, O.F.M.Conv., dal 1º aprile 2005